# Wittiza
Wittiza (zm. 710) – król Wizygotów od 702 do 710. Objął władzę po śmierci swego ojca Egiki, jednakże nie udało mu się zapanować nad niepokojami w kraju, wzmaganymi dodatkowo doniesieniami o sukcesach Arabów w Afryce Północnej. Po jego śmierci wybuchła wojna domowa pomiędzy zwolennikami potomków Chindaswinta i Wamby zakończona zwycięstwem stronnictwa Chindaswinta – tron objął Roderyk, ostatni król Wizygotów. 